# Cleveland-Cliffs
Cleveland-Cliffs Inc. (CCI) (NYSE: CLF) er et amerikansk mineselskab og stålproducent. De er specialiseret minedrift efter jernmalm, forarbejdning af jernmalm samt fremstilling af stål.
Cleveland-Cliffs har fire jernmalmminer i Minnesota og to miner i Michigan. De har stålværker i Kentucky, Indiana, Illinois, Ohio, Michigan, Pennsylvania, West Virginia og North Carolina. Årligt producerer de ca. 23 mio. tons stål.